# Natália Sierpinski
Natália Sierpinski é uma pesquisadora e roteirista de quadrinhos brasileira. É mestre em Ciências da Comunicação pela USP com uma pesquisa sobre autoria de mulheres nas HQs no Brasil. Também é coordenadora de programação do evento Butantã Gibicon. Em 2022, lançou o romance gráfico Afeto, com desenhos de Vivi Melancia. Por esta obra, ganhou no ano seguinte o Prêmio Angelo Agostini de melhor lançamento infantil.